# Hrabstwo La Paz

Piramida wieku hrabstwa

Hrabstwo La Paz – hrabstwo w USA, w południowo-zachodniej części stanu Arizona. W roku 2023 liczba mieszkańców wyniosła 16 710. Stolicą jest Parker. Z gęstością 1,4 os./km² jest najsłabiej zaludnionym hrabstwem Arizony. 

## Historia
La Paz jest jedynym hrabstwem Arizony powstałym dzięki staraniom innego. W 1983 roku mieszkańcy hrabstwa Yuma złożyli petycję, by oddzielić od siebie północny fragment, którym jest La Paz. Z powodu wiejskiego charakteru, przynosi niskie dochody z podatków. Konieczne były dotacje rządu stanowego, by utrzymać administrację. Trudności poskutkowały obniżeniu wymagań prawa lokalnego, by możliwe było powstanie hrabstwa.

## Geografia
Całkowita powierzchnia wynosi 11 690 km² z tego 35 km² (0,30%) stanowi woda. Znajduje się tutaj Rezerwat Indian Rzeka Kolorado (185,65 km²) w którym żyją społeczności Indian ze szczepów Chemehuevi, Mohave, Hopi i Nawahowie.

### Sąsiednie hrabstwa
- hrabstwo Mohave – północ
- hrabstwo Yavapai – północny wschód
- hrabstwo Maricopa – wschód
- hrabstwo Yuma – południe
- hrabstwo Imperial w Kalifornii – południowy zachód
- hrabstwo Riverside w Kalifornii – zachód
- hrabstwo San Bernardino w Kalifornii – północny zachód

### Miejscowości
- Parker
- Quartzsite

### CDP
- Alamo Lake
- Bluewater
- Bouse
- Brenda
- Cibola
- Cienega Springs
- Ehrenberg
- La Paz Valley
- Parker Strip
- Poston
- Sunwest
- Salome
- Utting
- Wenden
- Vicksburg

## Demografia
W 2022 roku, w hrabstwie 75,6% mieszkańców stanowiła ludność biała (56,6% nie licząc Latynosów), 17,5% rdzenna ludność Ameryki, 4% miało rasę mieszaną, 1,4% to byli czarnoskórzy Amerykanie lub Afroamerykanie, 1,2% Azjaci i 0,4% pochodziło z wysp Pacyfiku. Latynosi stanowili 27,6% ludności hrabstwa.

## Galeria

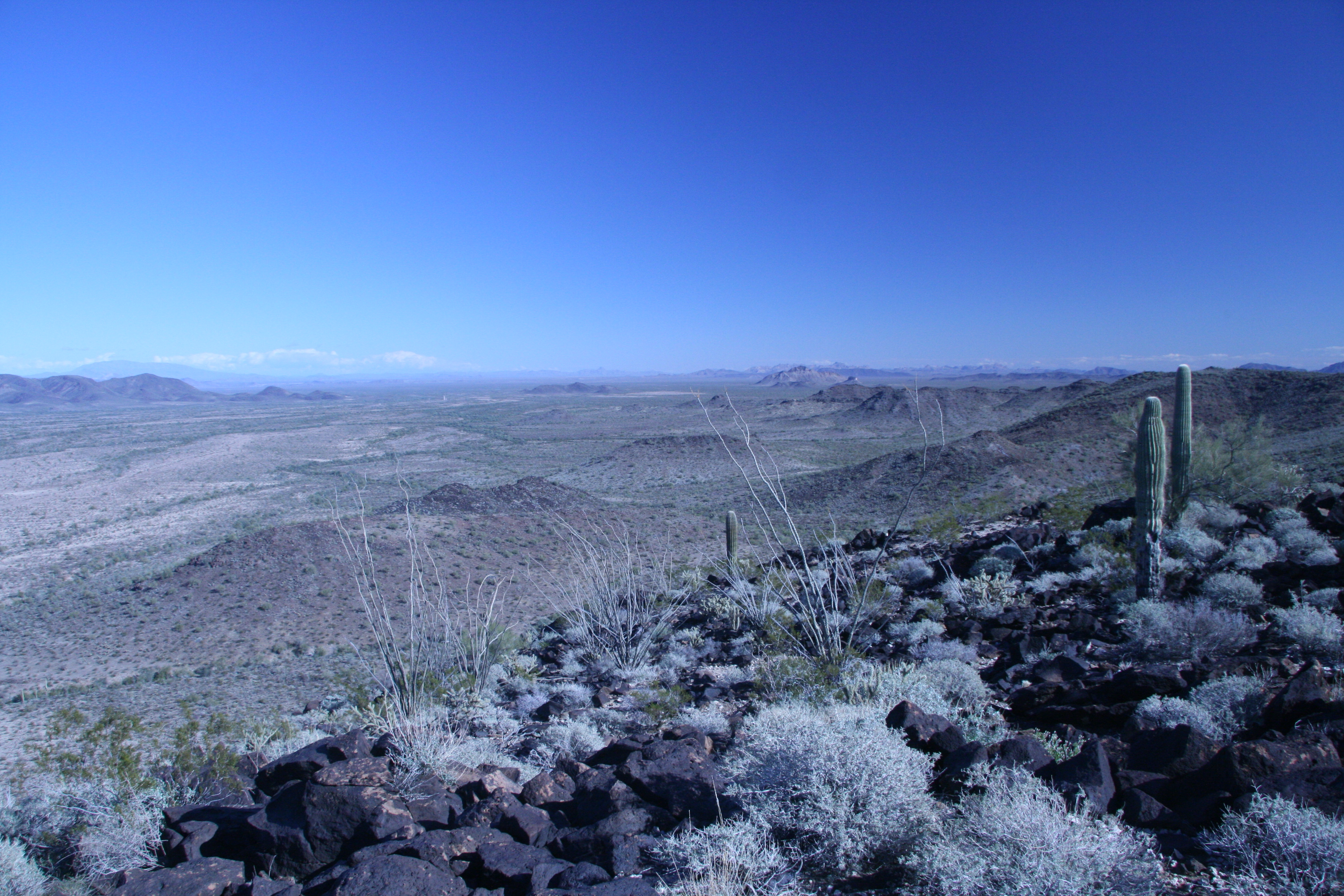
Krajobraz
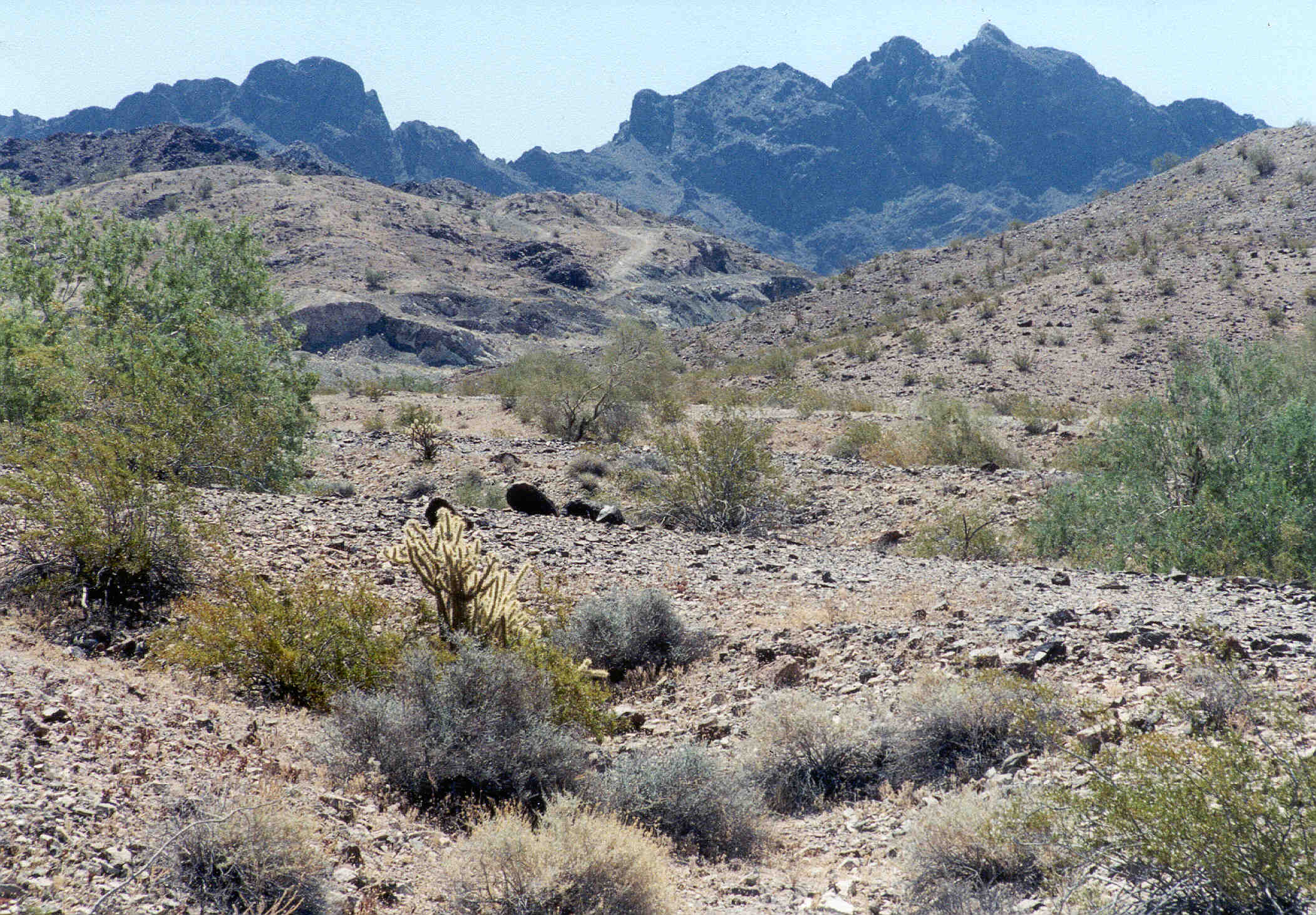
Trigo Mountains
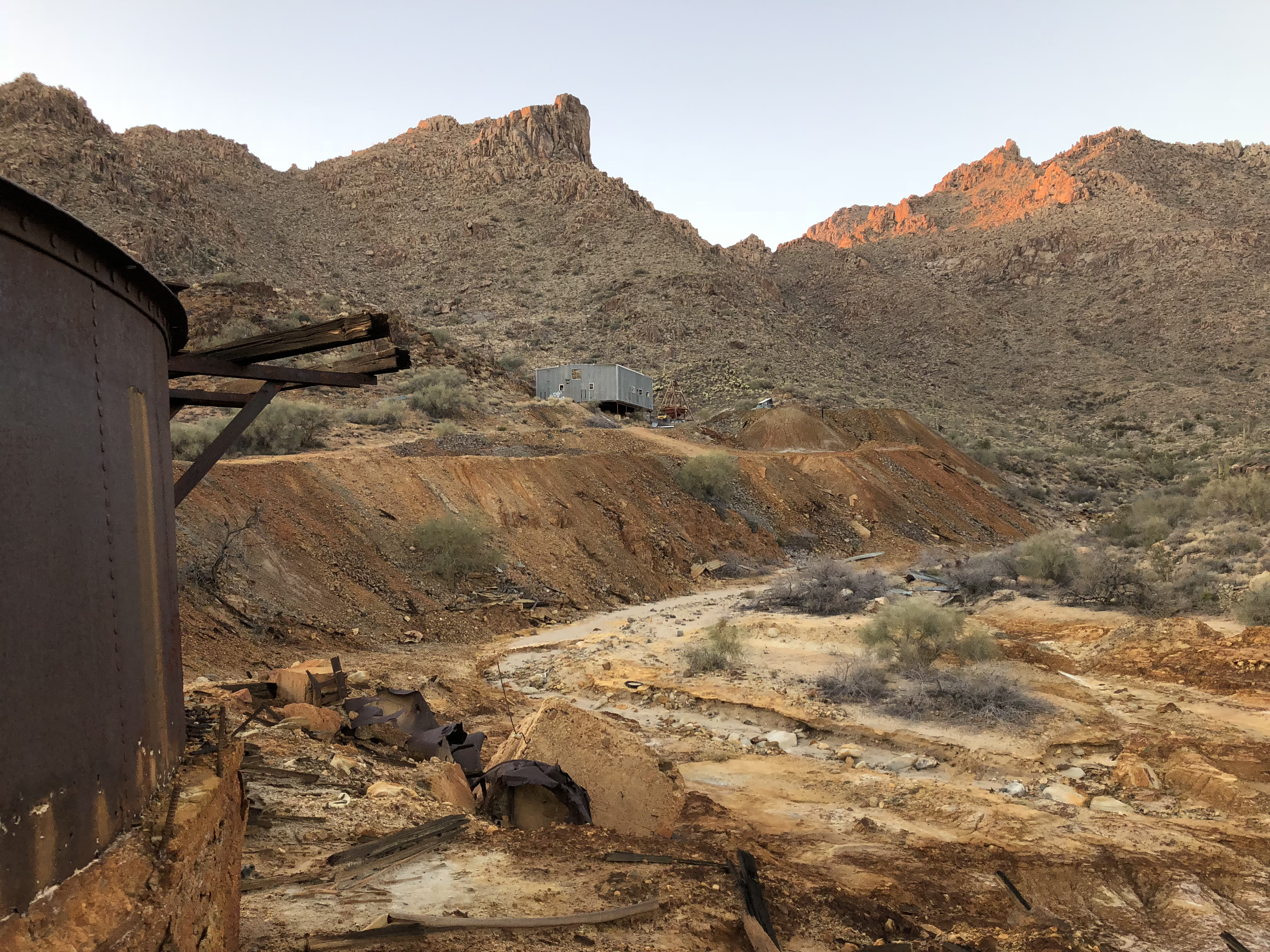
Kopalnia rud miedzi i cynku
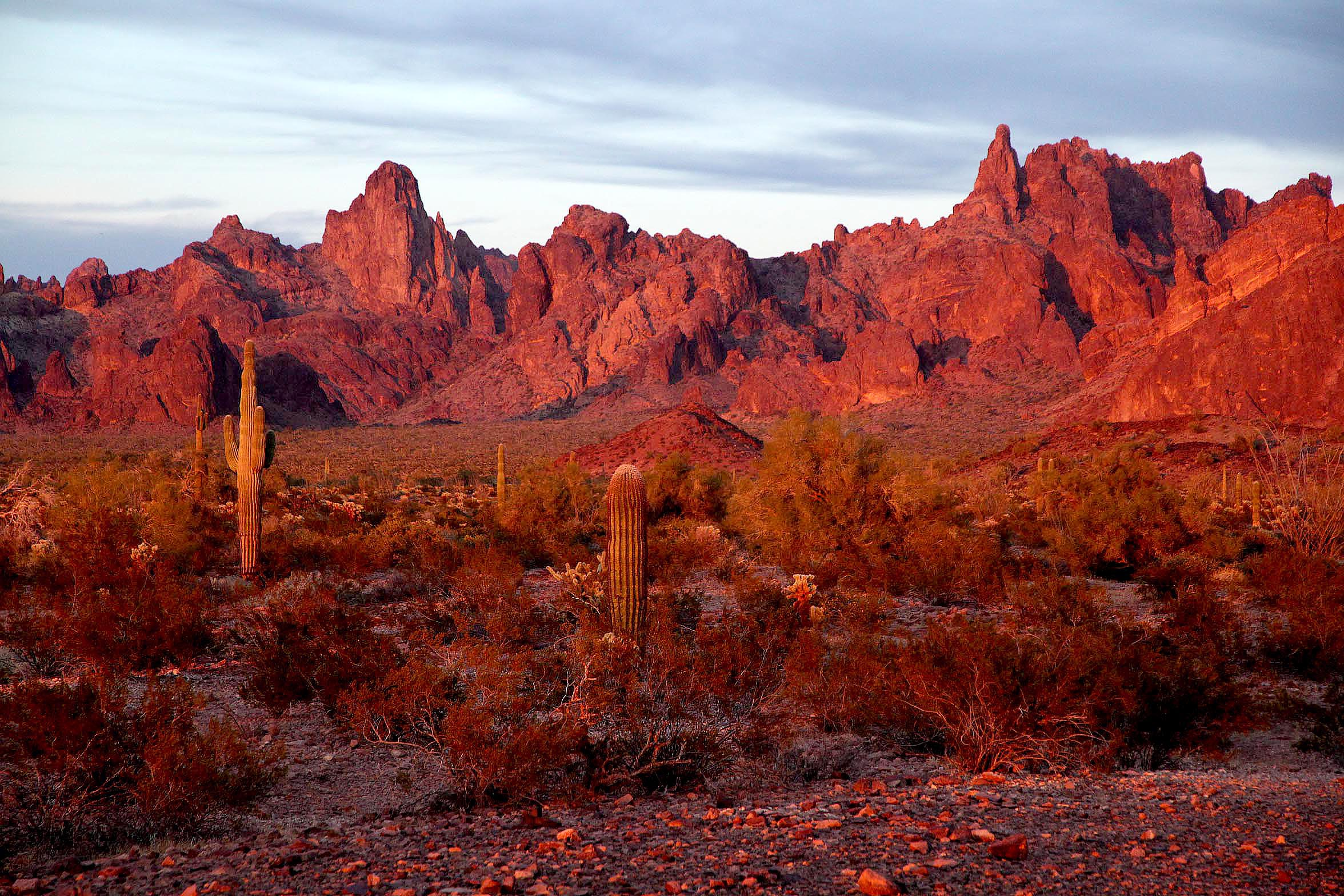
Kofa Mountains